# Michael Tolan
Seymour Tuchow — né le 27 novembre 1925 à Détroit (Michigan) et mort le 31 janvier 2011 à Hudson (État de New York) — est un acteur américain, connu sous le nom de scène de Michael Tolan.

## Biographie
Au cinéma, Michael Tolan contribue à dix-neuf films américains, depuis La Femme à abattre de Bretaigne Windust et Raoul Walsh (1951, avec Humphrey Bogart et Zero Mostel) jusqu'à Dangereuse Séduction de James Foley (2007, avec Halle Berry et Bruce Willis).
Entretemps, mentionnons Jules César de Joseph L. Mankiewicz (1953, avec Louis Calhern dans le rôle-titre et Marlon Brando), John et Mary de Peter Yates (1969, avec Dustin Hoffman et Mia Farrow dans les rôles-titre), Que le spectacle commence de Bob Fosse (1979, avec Roy Scheider et Jessica Lange) et Présumé Innocent d'Alan J. Pakula (son avant-dernier film, 1990, avec Harrison Ford et Bonnie Bedelia).
À la télévision américaine, il apparaît dans cinquante séries, depuis Inner Sanctum (un épisode, 1954) jusqu'à Arabesque (trois épisodes, 1987-1994).
Dans l'intervalle, citons Naked City (trois épisodes, 1958-1962), Mission impossible (trois épisodes, 1968-1970) et Cannon (trois épisodes, 1972-1975).
S'ajoutent sept téléfilms disséminés de 1966 à 1990.
Durant sa carrière, Michael Tolan se produit également à la radio et au théâtre. Sur les planches, il joue notamment à Broadway (New York) dans six pièces représentées entre 1956 et 1971, dont Le Pont japonais de Leonard Spigelgass (1959-1960, avec Gertrude Berg et Cedric Hardwicke).

## Filmographie partielle

### Cinéma
- 1951 : La Femme à abattre (The Enforcer) de Bretaigne Windust et Raoul Walsh : James « Duke » Malloy
- 1951 : Le peuple accuse O'Hara (The People Against O'Hara) de John Sturges : Vincent Korvak
- 1951 : La Furie du Texas (Fort Worth) d'Edwin L. Marin : Mort Springer
- 1952 : Le Fils de Géronimo (The Savage) de George Marshall : « Long Mane »
- 1952 : Hiawatha de Kurt Neumann : Neyadji
- 1953 : Jules César (Julius Caesar) de Joseph L. Mankiewicz : un officier d'Octave
- 1953 : Passion sous les tropiques (Second Chance) de Rudolph Maté : Antonio
- 1965 : La Plus Grande Histoire jamais contée (The Greatest Story Ever Told) de George Stevens : Lazare
- 1967 : Sept Secondes en enfer (Hour of the Gun) de John Sturges : Pete Spence
- 1967 : Roseanna de Hans Abramson : Elmer B. Kafka
- 1969 : L'Homme perdu (The Lost Man) de Robert Alan Aurthur : l'inspecteur Carl Hamilton
- 1969 : John et Mary (John and Mary) de Peter Yates : James
- 1979 : Que le spectacle commence (All That Jazz) de Bob Fosse : Dr Ballinger
- 1990 : Présumé Innocent (Presumed Innocent) d'Alan J. Pakula : M. Polhemus
- 2007 : Dangereuse Séduction (Perfect Stranger) de James Foley : le juge

### Télévision

#### Séries
- 1954 : Inner Sanctum
  - Saison unique, épisode 3 Le Port des regrets (Port of Regrets) : Maurice Laraq
- 1958 : Decoy (Decoy Police Woman)
  - Saison 1, épisode 28 Ladies Man de Stuart Rosenberg : Mike Bergen
- 1958-1962 : Naked City
  - Saison 1, épisode 6 Stakeout (1958) de Stuart Rosenberg : le détective Alan Keller
  - Saison 3, épisode 4 The Fingers of Henri Tourelle (1961 - Peter Merrelle) d'Arthur Hiller et épisode 31 The Rydecker Case (1962 - Ricardo Gardio) de John Brahm
- 1962-1966 : Route 66 (titre original)
  - Saison 2, épisode 26 Kiss the Maiden All Forlorn (1962) de David Lowell Rich : Antonio Madragarra
  - Saison 3, épisode 26 Peace, Pity, Pardon (1963) de Robert Ellis Miller : Largo Varella
- 1963 : Au-delà du réel (The Outer Limits)
  - Saison 1, épisode 14 Les Forçats de Zanti (The Zanti Misfits) : le professeur Stephen Grave
- 1966 : Brigade criminelle (Felony Squad)
  - Saison 1, épisode 16 Miss Reilly's Revenge de Michael Ritchie : Mike Gorley
- 1967 : Tarzan
  - Saison 2, épisode 9 Cargaison dangereuse (Hotel Hurricane) de Ron Ely : John Turner
- 1967 : Commando du désert (The Rat Patrol)
  - Saison 2, épisode 13 The Fifth Wheel Raid de Robert Sparr : le sergent Kabil
- 1968 : Les Envahisseurs (The Invaders)
  - Saison 2, épisode 17 Les Possédés (The Possessed) de William Hale : Dr Ted Willard
- 1968 : Mannix
  - Saison 1, épisodes 17 et 18 Traquenards, 1re et 2e parties (Deadfall, Parts I & II) : Dr Norman Forrest
- 1968-1970 : Mission impossible (Mission: Impossible), première série
  - Saison 2, épisode 24 Jugement de violence (Trial by Fury, 1968) : Santos Cardoza
  - Saison 3, épisode 9 Au sommet (The Play, 1968) de Lee H. Katzin : Vitol Enzor
  - Saison 4, épisode 20 La Terreur (Terror, 1970) de Marvin J. Chomsky : Ismet El Kebir
- 1968-1974 : Sur la piste du crime (The F.B.I.)
  - Saison 3, épisode 17 Ring of Steel (1968) de Jesse Hibbs : Ben Heath
  - Saison 4, épisode 1 Wind It Up and It Betrays You (1968) de William Hale : Paul Virdon
  - Saison 5, épisode 9 Blood Tie (1969) de Virgil W. Vogel : Neal Kriton
  - Saison 8, épisode 2 Edge of Desperation (1972) d'Arnold Laven : Alan Graves
  - Saison 9, épisode 15 The Betrayal (1974) : Frankie Geller
- 1970 : Dan August
  - Saison unique, épisode 13 Passing Fair d'Arnold Laven : Dr Swift
- 1970-1971 : The Bold Ones: The Senator
  - Saison unique, épisodes 1 à 8 (intégrale) : Jordan Boyle
- 1972-1975 : Cannon
  - Saison 2, épisode 1 Gardez-moi de mes amis (Bad Cats and Sudden Death, 1972) de Philip Leacock : Michael Arnold
  - Saison 3, épisode 8 Peine capitale (Come Watch Me Die, 1973) de George McCowan : Gil Spender
  - Saison 4, épisode 17 Le Cinquième Homme (Killer on the Hill, 1975) : John Wittig
- 1973 : Toma
  - Saison unique, épisode 5 La Connexion Cain (The Cain Connection) : Jonathan Cain
- 1975 : Barnaby Jones
  - Saison 4, épisode 6 The Alpha-Bravo War : Reed Calder
- 1977 : Kojak, première série
  - Saison 4, épisodes 19 et 20 En attendant Kojak 1re et 2e parties (Kojak's Days, Parts I & II) de Charles S. Dubin : Dr Peter Allender
- 1991 : New York, police judiciaire (Law & Order)
  - Saison 2, épisode 4 L'Asile (Asylum) de Kristoffer Tabori : Norman Ackerman
- 1987-1994 : Arabesque
  - Saison 3, épisode 19 Règlements de comptes (No Accounting for Murder, 1987) de Peter Crane : Ralph Whitman
  - Saison 9, épisode 10 Trois Petites Notes de musique (The Sound of Murder, 1993) d'Anthony Pullen Shaw : le lieutenant Alan Terwilliger
  - Saison 10, épisode 17 Le Masque (The Dying Game, 1944) de Jerry Jameson : le lieutenant Alan Terwilliger

#### Téléfilms
- 1974 : Moe and Joe de Hy Averback : Joe Lambert
- 1975 : Valley Forge de Fielder Cook : le lieutenant-colonel Lucifer Tench
- 1976 : Hazard's People de Jeannot Szwarc : Dr Carl DeLacy
- 1976 : Perilous Voyage de William A. Graham : Reynaldo Solis
- 1977 : Night Terror d'E. W. Swackhamer : Walter Turner

## Théâtre à Broadway (intégrale)
- 1956 : Will Success Spoil Rock Hunter? de (et mise en scène par) George Axelrod, production de Jule Styne, décors d'Oliver Smith : un chauffeur / Michael Freeman (remplacement)
- 1957 : The Genius and the Goddess d'Aldous Huxley, Beth Wendel et Alec Coppel, décors et mise en scène de Richard Whorf : John Rivers
- 1957-1958 : Romanoff and Juliet de Peter Ustinov, musique de scène d'Harold Rome, mise en scène de George S. Kaufman : Igor Romanoff (remplacement, dates non spécifiées)
- 1959-1960 : Le Pont japonais (A Majority of One) de Leonard Spigelgass, production et mise en scène de Dore Schary : Jérôme Black
- 1971 : Eli, the Fanatic de Larry Arrick, d'après les écrits de Philip Roth : Eli